# New Holland (Pennsylvania)
New Holland ist eine Gemeinde (borough) im Lancaster County des US-Bundesstaates Pennsylvania. Das U.S. Census Bureau hat bei der Volkszählung 2020 eine Einwohnerzahl von 5.743 ermittelt.

## Geschichte
New Holland wurde 1728 von den Brüdern John Michael und John Phillip Ranc (Ranck) besiedelt. Bevor es als New Holland bekannt wurde, wurde es „Hog Swamp“, „Earltown“ und „New Design“ genannt.
Die New Holland Machine Company, die später zu New Holland Agriculture wurde, und das John Casper Stoever Log House sind im National Register of Historic Places aufgeführt.
New Holland ist seit 1967 die Partnerstadt von Longvic, Frankreich, da sich in der französischen Gemeinde ein New Holland Werk befand.

## Demografie
Nach einer Schätzung von 2019 leben in New Holland 5464 Menschen. Die Bevölkerung teilt sich im selben Jahr auf in 90,0 % Weiße, 1,4 % Afroamerikaner, 1,2 % Asiaten und 5,8 % mit zwei oder mehr Ethnizitäten. Hispanics oder Latinos aller Ethnien machten 10,9 % der Bevölkerung aus. Das mittlere Haushaltseinkommen lag bei 57.645 US-Dollar und die Armutsquote bei 10,2 %.

## Infrastruktur
New Holland ist Endstation der New Holland Secondary Rail Line, die von der Amtrak Keystone Line östlich von Lancaster abzweigt.

## Kultur
Die New Holland Farmers Fair ist ein jährlich stattfindende Messe in New Holland. Sie wurde 1927 das erste Mal abgehalten; aufgrund des Zweiten Weltkriegs wurde die Messe von 1941 bis 1945 nicht abgehalten. Im Jahr 2020 wurde die Messe aufgrund der COVID-19-Pandemie abgesagt.

## Persönlichkeiten
- John Wesley Davis (1799–1859), Politiker
- Brenda Stauffer, verheiratete Hoffman (* 1961),  Hockeyspielerin, Bronzemedaillen-Gewinnerin bei Olympia